# Kapellenberg (Chemnitz)
Kapellenberg, Chemnitz-Kapellenberg – dzielnica miasta Chemnitz w Niemczech, w kraju związkowym Saksonia. 